# Jacksonville (Arkansas)
Jacksonville város az Amerikai Egyesült Államok Arkansas államában, Pulaski megyében. Lakosainak száma 29 477 fő (2020. április 1.).

## Népesség
A település népességének változása:

| 2010 | 28 364 |
| 2020 | 29 477 |